# Jouy-le-Moutier
Jouy-le-Moutier este o comună franceză, situată în departamentul Val-d'Oise, în regiunea Île-de-France.

## Geografie

### Localizare
Jouy-le-Moutier este situată pe malul drept al râului Oise, la treizeci de kilometri nord-vest de Paris. Comuna face parte din orașul nou Cergy-Pontoise. Pe lângă vechiul sat și orașul nou, include și cătunele Vincourt, Glatigny, Jouy-la-Fontaine și Écancourt.

### Comune limitrofe
| Boisemont       | Vauréal    |                   |
|                 |            | Neuville-sur-Oise |
| Triel-sur-Seine | Maurecourt |                   |

### Căi de comunicație și transport
Jouy-le-Moutier nu este deservită de nicio gară. Cea mai apropiată gară de Jouy-le-Moutier este Neuville-Université, situată pe linia A a RER și pe rețeaua Transilien Paris Saint-Lazare a SNCF.

### Clima
În 2010, clima comunei este de tipul climatului oceanic degradat al câmpiilor din Centru și Nord, conform unui studiu al Centrului Național de Cercetare Științifică (CNRS) pe baza unui set de date care acoperă perioada 1971-2000 bazat pe o serie de date din perioada 1971-2000. În 2020, Météo-France a publicat o tipologie a climatului pentru Franța metropolitană, în care comuna este expusă unui climat oceanic și se află în regiunea climatică Sud-vest a bazinului Parisian, caracterizată printr-o ploaie redusă, în special primăvara (120-150 mm) și un iarnă rece (3,5 °C).
Pentru perioada 1971-2000, temperatura anuală medie este de 11,2 °C, cu o amplitudine termică anuală de 14,9 °C. Cumulul anual mediu de precipitații este de 669 mm, cu 10,8 zile de precipitații în ianuarie și 7,9 zile în iulie. Pentru perioada 1991-2020, temperatura medie anuală observată la stația meteorologică Météo-France cea mai apropiată, situată în comuna Boissy-l'Aillerie la 7 km distanță, este de 11,2 °C, iar cumulul anual mediu de precipitații este de 635,8 mm.
Parametrii climatici ai comunei au fost estimați pentru mijlocul secolului (2041-2070) conform diferitelor scenarii de emisie de gaze cu efect de seră, bazate pe noile proiecții climatice de referință DRIAS-2020. Aceștia pot fi consultați pe un site dedicat publicat de Météo-France în noiembrie 2022.

## Urbanism

### Tipologie
La 1 ianuarie 2024, Jouy-le-Moutier este clasificată drept mare centru urban, conform noii grile comunale de densitate în șapte niveluri, definită de INSEE (Institutul Național de Statistică și Studii Economice) în 2022. Face parte din unitatea urbană a Parisului, o aglomerație interdepartamentală ce cuprinde 407 comune, dintre care aceasta este o comună de suburbie. De asemenea, comuna face parte din zona metropolitană a Parisului, fiind o comună din coroana acestei zone. Această zonă cuprinde 1.929 de comune.

## Toponimie
Jouy este atestat sub forma latinizată Gaudiaci în jurul anului 1116, apoi în jurul anilor 1151-1161, în 1220, ulterior Joiacum, Joy în 1195 și Joi în 1269. În documentul de abonament al taxelor din Andresiaco și Joiaco, se citește și Valle Joiaci, Joyaco în 1482, iar mai târziu Jouy-le-Moustier. Ocazional, a fost numit Joui-sur-Oise.
Numele comunei provine dintr-un termen gallo-roman gaudiacu, foarte frecvent (în general latinizat ca Gaudiacum, vezi Jouy, Gouy, Jaujac, Gaujac), bazat pe antroponimul Gaudius, un nume creștin derivat din gaudium, gaudia > bucurie, urmat de sufixul de origine galică -acum. Determinantul -le-Moutier se referă la biserică, moutier având semnificația exactă de „biserică” (derivând din monastērium, mănăstire) în franceza veche.

## Istorie
Situat între masivul Hautil și râul Oise, teritoriul Jouy-le-Moutier a fost ocupat încă din perioada Neoliticului, așa cum o dovedesc menhirul din Jouy-la-Fontaine și câteva topoare din piatră șlefuită descoperite ici și colo.
Locul este menționat pentru prima dată în secolul al XI-lea de către autorul vieții lui Hildeburge de Gallardon, care trăia sub domnia lui Filip I. Ea era fiica lui Hervé I de Gallardon. După ce a fondat un spital la Ivry, la granița dintre diecezele Chartres și Evreux, a părăsit această regiune din cauza războaielor și s-a retras împreună cu fiul său Goellus (Ascelin Goël) pe un teren aproape de satul Joui, situat pe Oise: „in confinio Gaudiaci Villae quoe est super Isaram”. Ulterior, s-a retras la abația Saint-Martin din Pontoise, iar la moartea sa, terenul din Gaudiaci Villae de pe teritoriul Joui a fost donat abației. Această donație este confirmată în jurul anului 1116 de Ascelin Goël, în care Jouy este numit Gaudiaci.
Tot în secolul al XII-lea, între 1151 și 1161, cartularul abației Saint-Martin din Pontoise consemnează donația unui fief în Val de Jouy de către Robert de Liancourt și moștenitorii săi. Val de Jouy este numit Valle Gaudiaci.
O bulă a Papei Calixt al II-lea, urmată de una a Papei Inocențiu al II-lea, indică faptul că religioșii care trăiesc la Jouy nu au nici biserică, nici mănăstire.
Se acceptă, în general, că parohia Jouy a fost creată prin desprinderea de parohia Andrésy în 1252, din cauza întinderii teritoriului. Totuși, Jean Lebeuf consideră că această desprindere este mult mai veche, datând cel puțin din secolele al IX-lea și al X-lea. Parohia Lieux a fost creată, la rândul ei, în jurul anului 1253, dintr-o parte a parohiei Jouy, datorită creșterii populației de viticultori.
Parohia, care depinde de Judecătoria din Senlis, este complet agricolă, întregul teritoriu fiind acoperit de vii, terenuri arabile și pajiști. Cătunele și așezările îndepărtate din Jouy erau numeroase: Jouy-la-Fontaine, Vincourt, la Seaule, Vallée d'Orvilliers, Ecancourt, unde existau două case din Triel, Petite-belle-Fontaine, Grande-belle-Fontaine și Glatigny.
La începutul secolului al XII-lea, călugării de la prioria Saint-Martin-des-Champs dețineau în valea Jouy o moșie agricolă, o taxă și câțiva locuitori, care le fuseseră oferiți de un călugăr numit Bérenger, cu consimțământul lui Osmond de Chaumont, seniorul de Chaumont și Quitry. La acea vreme, Jouy era una dintre cele trei parohii din dieceza de Paris, în decanatul Montmorency, situate dincolo de râul Oise, celelalte două fiind Andrésy și Lieux.
Cistercienii de la abația Saint-Martin de Pontoise și de Notre-Dame-du-Val din Mériel dețineau vii la Jouy încă din secolul al XII-lea. Începând cu 1263, aceștia au posedat o parte din moșia Gaignons sau Vengnions, donată de scutierul Géraud de Joy, au cumpărat o vie situată pe acestă moșie în 1318 și alte vii la Coudray. Până în secolul al XIII-lea, mai existau câteva moșii aparținând regelui în valea Joy, care includea cătunul Lieux. Pe teritoriul parohiei Jouy, în cătunul Jouy-la-Fontaine, exista o moșie numită moșia Pré du Buc, care aparținuse contesei de Conti. Totuși, capitul de Notre-Dame de Paris deținea cea mai mare parte a teritoriului și a rămas seniorul de Jouy până la Revoluție. Cultivată de mici viticultori, via producea un vin acrișor, numit ginglet, vândut în principal hangiilor din împrejurimi și în Pontoise.
Concurentată de vinurile din sudul Franței în secolul al XIX-lea, datorită căii ferate, viticultura a scăzut rapid, fiind înlocuită de culturile de pomi fructiferi destinate alimentării Parisului. Livezile și grădinile de legume s-au înmulțit, aprovizionând piețele din Paris.
La 15 august 1875, o furtună a provocat pagube mari în Neuville și a devastat localitățile Jouy-le-Moutier, Vauréal, Boisemont, Courdimanche, Osny, Cergy, Puiseux și Pontoise.
Un sat agricol tipic... Până în secolul al XIX-lea, Jouy era un mic sat caracteristic regiunii Vexin. Așezarea era concentrată într-o serie de cătune mici, aliniate de-a lungul râului Oise și separate prin terenuri agricole. Un habitat vechi și compact, cu grădini închise de ziduri și forme variate: unele case erau ale viticultorilor, altele erau reședințe burgheze înconjurate de un parc sau ferme din piatră cu curți închise. Este de reținut că, la acea vreme, activitatea principală în Jouy era în esență agricolă.
Comuna a fost transformată radical de la integrarea sa în orașul nou Cergy-Pontoise, la 11 august 1972, ceea ce i-a modificat considerabil înfățișarea. Populația a crescut astfel de la 1 200 la 10 000 de locuitori în mai puțin de cinci ani.
Așa a trăit Jouy până în 1975. În ajunul înființării orașului nou, comuna nu avea încă decât 1 142 de locuitori.
În decembrie 1978, primii „noi” locuitori, supranumiți pionieri, au început să se stabilească în Jouy. Peste un sfert de secol mai târziu, comuna s-a schimbat considerabil. Astăzi, Jocassienii sunt peste 18 000, iar satul a devenit un cartier al unui oraș mai mare. Totuși, această creștere nu a anulat nici trecutul, nici mediul rural. Dacă astăzi putem încă descoperi istoria satului, este pentru că clădiri vechi au fost păstrate și puse în valoare.

## Populația și societatea

### Date demografice
Evoluția numărului de locuitori este cunoscută prin recensămintele populației efectuate în comuna respectivă începând din 1793. Pentru comunele cu mai puțin de 10 000 de locuitori, un recensământ al întregii populații este realizat la fiecare cinci ani, populațiile legale pentru anii intermediari fiind estimate prin interpolare sau extrapolare.
În 2021, comuna număra 17175 locuitori, în creștere cu +7,54 % față de 2015 (Val-d'Oise: +3,39 %, Franța fără Mayotte: +1,84%).
| An        | 1793 | 1821 | 1841 | 1856 | 1876 | 1886 | 1901 | 1921 | 1936 | 1962 | 1982 | 2006  | 2014  | 2021  |
| --------- | ---- | ---- | ---- | ---- | ---- | ---- | ---- | ---- | ---- | ---- | ---- | ----- | ----- | ----- |
| Populație | 919  | 762  | 790  | 732  | 676  | 671  | 731  | 632  | 717  | 954  | 6557 | 17102 | 16098 | 17175 |

## Cultură locală și patrimoniu

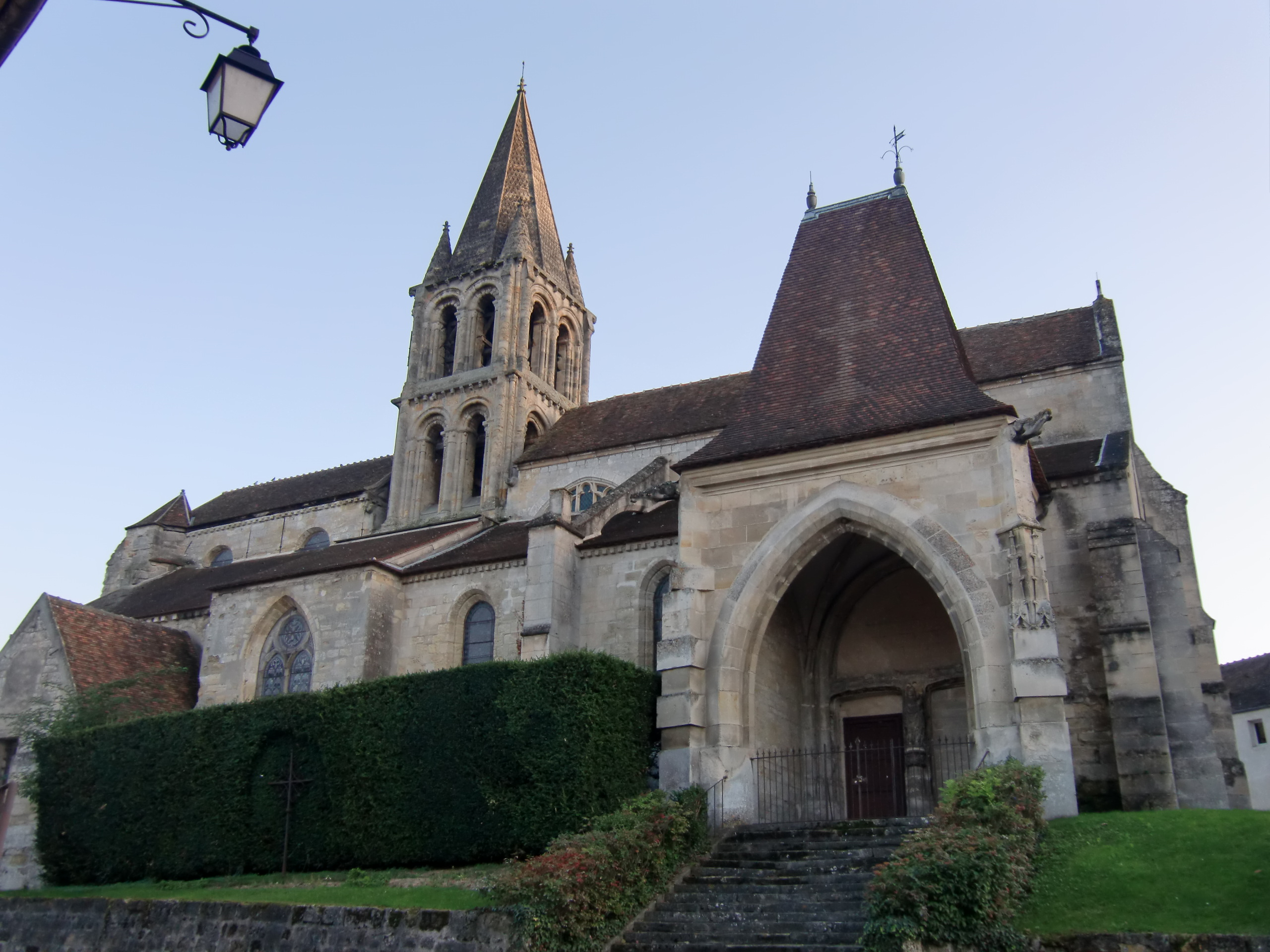
Biserica Notre-Dame.

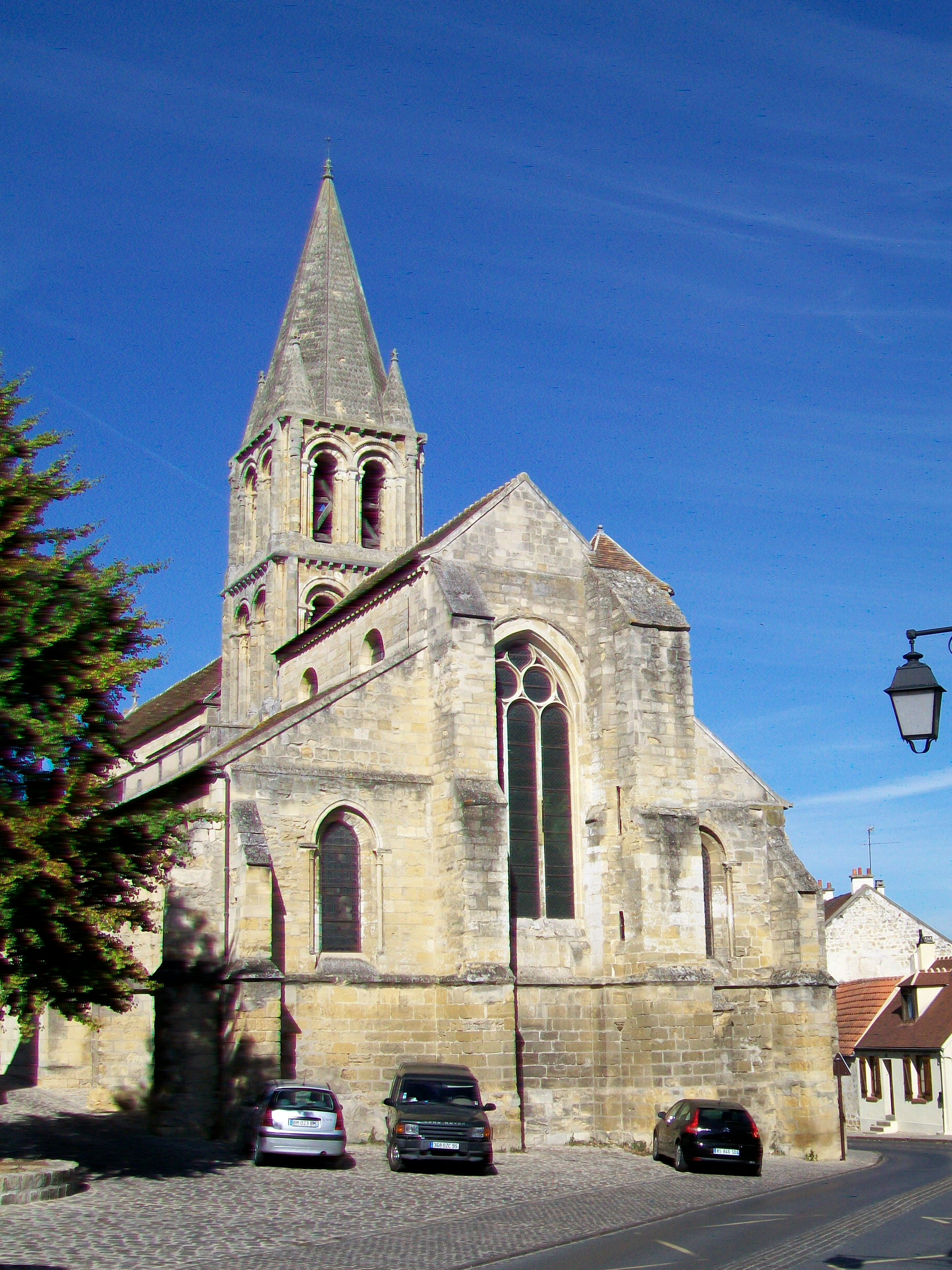
Fațada estică.

### Locuri și monumente
- Biserica Nașterii Sfintei Fecioare, Grande-Rue (clasată monument istoric prin decretul din 11 decembrie 1912[33]):

Este rezultatul a patru mari etape de construcție distincte: în secolul al XII-lea, în prima jumătate a secolului al XIII-lea, în a doua jumătate a aceluiași secol și în secolul al XVI-lea.
Biserica are un plan clasic cruciform și este compusă dintr-o navă cu trei travee și culoare, un transept neproeminent, un cor cu absidă plată și două culoare, un turn-clopotniță central deasupra intersecției transeptului și un mare pridvor în fața colateralului nordic. Turnul-clopotniță este cel mai semnificativ element roman păstrat. Se remarcă prin cele două etaje similare, fiecare cu două ferestre înguste duble pe fiecare fațadă. Arcadele semicirculare sunt susținute de coloane cu capiteluri sculptate cu motive vegetale și sunt surmontate de archivolte sprijinite pe același tip de coloană, cea din centru fiind comună celor două archivolte. Fiecare fațadă a turnului este flancată de două coloane (simple, fără capiteluri la primul etaj), alături de coloane la fiecare din cele patru colțuri ale turnului. Fleșa este o piramidă octogonală din piatră, decorată cu solzi și flancată de patru pinioane conice la colțuri.
Corul gotic datează din perioada 1220-1240 și formează un ansamblu omogen cu colateralele sale și, inițial, și cu brațele transeptului. Cu excepția marii vitralii de pe absidă, ferestrele sunt lansete simple, flancate de coloane, cu arcade ogivale, cu excepția ferestrelor înalte ale corului, care sunt semicirculare și în mare parte acoperite de acoperișurile în pantă ale colateralelor. Un aspect rar este că brațele transeptului sunt și ele acoperite cu acoperișuri în pantă, ceea ce a permis să nu fie obstrucționat primul etaj al turnului-clopotniță. În a doua jumătate a secolului al XIII-lea, o navă și colaterale noi au înlocuit nava romanică, din care rămâne doar fațada vestică. Nava a fost refăcută din nou în secolul al XVI-lea, păstrând doar pereții exteriori. În această perioadă, portalul nordic și pridvorul său au fost construite, iar transeptul a fost, de asemenea, refăcut. Nava este iluminată lateral prin trei arcade semicirculare coborâte, de două ori mai late decât înalte, cu decoruri flamboyante. Fațada vestică prezintă un mare portal pentru navă și un portal mic pentru colateralul sudic, al cărui acces este situat cu aproximativ un metru mai sus. Ambele au arcade ogivale; portalul mic datează din secolul al XIII-lea, la fel ca și contraforții din fața pereților colateralelor; iar marele portal, care este păstrat din secolul al XII-lea, are coloanele refăcute în secolul al XVI-lea, când au fost adăugați și contraforții corespunzători navei. Capitelurile colonetelor portalului central sunt sculptate cu frunze de acant și susțin o triplă archivoltă, iar timpanul este gol. Acest portal central este încadrat de o fereastră flamboyantă cu două lancete cu vârfuri trilobate. În partea superioară a fațadelor colateralelor se găsesc două scurte cornișe cu modilioni sculptați în formă de măști, care au supraviețuit lucrărilor din secolul al XVI-lea.
- Grande Pierre de Jouy

Menhir situat în locul numit les Grandes Pierres (clasat monument istoric prin decret din 1976). Având dimensiunile de 2,55 m pe 3 m, acest megalit din gresie a fost descoperit de arheologi abia în 1874.
Deja puternic înclinat în acea perioadă, menhirul s-a prăbușit complet de atunci și nu mai este astfel recunoscut ca atare. Monumentul nu beneficiază de nicio întreținere, iar situl său nu este marcat de vreun panou sau balizaj.
- Podul peste Oise numit de Neuville, RD 48

La începutul secolului al XX-lea, un pod suspendat a fost construit între Neuville și Jouy, înlocuind serviciul de bac dintre comune. La începutul celui de-al Doilea Război Mondial, un nou pod a fost construit pentru a-l înlocui pe cel anterior, dar a fost dinamitat câteva luni mai târziu, la începutul ostilităților. Un pod nou, identic cu cel precedent, a fost reconstruit în 1974.
- Calvaire de Vincourt, rue de Maurecourt

Crucea din fier forjat, caracteristică mediului rural, este montată pe un mic soclu recent, care la rândul său se sprijină pe un soclu mare, mult mai vechi.
- Fosta gară „Vincourt-Neuville” a CGB, chemin des Miettes

Această gară a fost deservită de linia feroviară de interes local de la Pontoise la Poissy, operată de Compagnie des chemins de fer de grande banlieue (CGB), între 1912 și 1948, cu corespondență pentru Magny-en-Vexin la Sagy. Toate gările de pe linie sunt dotate cu clădiri pentru călători din piatră de meulière, de același tip, cu hală de mărfuri alăturată. Chemin des Miettes urmează traseul vechii linii de cale ferată, reamenajat ca pistă de biciclete și promenadă, de la centrul localității Jouy-le-Moutier până la Cergy.
- Crucea de cimitir, în cimitirul de pe Grande-Rue

Crucea propriu-zisă nu prezintă un interes deosebit, însă soclul său este deosebit de marcat de urmele timpului și de influența intemperiilor, indicând vechimea sa. Crucea de cimitir servește, de asemenea, ca monument funerar pentru doi preoți din Jouy-le-Moutier din secolul al XIX-lea.
- Lavoir de la Fontaine Bénite, rue de la Fontaine-Bénite

Un mare lavoir acoperit, în stil atriu, având un bazin dreptunghiular descoperit în centru. Ca și în cazul celorlalte lavoare din comună, partea deschisă spre stradă are o structură de lemn expusă, cu o dispunere specială: grinzile formează cruci ale Sfântului Andrei și arcade deasupra deschiderilor.
- Primărie-școală, 56 Grande-Rue

Din 1865, o primărie cu două săli de clasă, una pentru băieți și una pentru fete, a existat în același loc, într-o casă de la sfârșitul secolului al XVIII-lea. În 1900, clădirea era considerată veche și prea mică pentru numărul de copii școlarizați. Orașul a decis astfel să reconstruiască o primărie-școală în stil clasic, din piatră și cărămidă, devenind actuala primărie. În jurul unui coridor central se găsesc la parter școala pentru fete și cea pentru băieți, fiecare având propria curte de recreație, un pridvor și o locuință pentru învățători. Spațiile municipale sunt situate la etaj.
- Théâtre Saint-Vincent, Grande-Rue (RD 55)

Construit în 1811, parțial distrus de un incendiu în 1866 și complet restaurat de Beaux Arts din Paris în 1992, teatrul poate găzdui până la 120 de persoane. Acest superb teatru „baroc” în stil italian se remarcă prin frescele sale murale colorate, balconul vechi, parchetul din stejar, scena și candelabrul central. Este un loc unic în regiune. Folosit pentru toate evenimentele din Jouy-le-Moutier, a fost puțin uitat odată cu nașterea orașului nou Cergy-Pontoise, din care Jouy-le-Moutier face parte. Astăzi, găzduiește numeroase seri de café-théâtre și muzicale, baluri, nunți etc.
- Fântână veche în grădina Lapresté, între biserică și chemin des Miettes

Fântână tradițională specifică regiunii, restaurată în cadrul amenajării grădinii publice.
- Fostul viaduct feroviar, rue de la Vallée

Acest viaduct cu trei arcade aparținea liniei CGB de la Poissy la Pontoise, menționată anterior, devenită aici chemin de la Ligne, pe care se poate merge pe jos sau cu bicicleta.
- Lavoir acoperit, 21 ter Grande-rue

Acest lavoir este situat puțin retras de stradă. Este accesibil printr-o alee scurtă de iarbă, dar și printr-o scară din grădina publică de alături.
- Lavoir de Jouy-la-Fontaine, rue des Blanchards

Datează din prima jumătate a secolului al XIX-lea și este identic cu lavoirul de la Fontaine Bénite.
- Château d’Écancourt, în cătunul cu același nume

Construit la sfârșitul secolului al XIX-lea, Château d’Écancourt a aparținut generalului Léon Bassot (1841-1917), militar, astronom, geograf, membru al Institutului, comandor al Legiunii de Onoare, vicepreședinte al Biroului de Longitudini și al Societății de Geografie. Astăzi, castelul este folosit ca centru de formare pentru compania Veolia.
- Ferme d’Écancourt, în cătunul cu același nume, rue de la Roche

O fermă tipică regiunii Vexin francez, organizată în jurul unei curți dreptunghiulare, având un porumbar octogonal într-un colț. După încetarea exploatării comerciale, ferma a fost reabilitată de voluntari și transformată în fermă pedagogică. Programele educative se adresează în principal copiilor din grădinițe și școli primare. Ferma este, de asemenea, deschisă pentru vizite din partea familiilor sau vizitatorilor individuali, dar interacțiunea directă cu animalele și participarea la activități nu sunt posibile în acest cadru.

### Personalități
- Théophile Alexandre Steinlen (1859-1923), pictor, a trăit și a lucrat la Jouy-le-Moutier.
- Raoul Auger (1904-1991), ilustrator și desenator francez, cunoscut și sub pseudonimul J.-P. Ariel, Beauchampois începând cu 1946, a realizat stema comunei.
- Pascal Jules (1961-1987), ciclist profesionist, a locuit în cătunul Glatigny.

## Înfrățiri
- Germania – Bornheim